# Бердский завод биопрепаратов
Бердский завод биопрепаратов (ранее — Бердский химический завод)  — предприятие по производству биопрепаратов, расположенное в Бердске (Новосибирская область). Основан в 1955 году..

## История

### Советский период
Постройка завода началась после выхода постановления Совета министров СССР от 25 февраля 1955 года о создании в Советском Союзе микробиологической и химической промышленности. Первоначально сооружение завода велось медленно, однако после декабрьского Пленума ЦК КПСС (1963), на котором процесс создания химических предприятий подвергся острой критике, темпы строительства ускорились.
В феврале 1964 года завод произвёл первую продукцию — антибиотик биовит-40 для предотвращения заболеваний у сельскохозяйственных животных.
В 1965 году начался выпуск микробиологических препаратов для защиты растений.
В начале 1966 года были построены объекты второй очереди (в их числе еще один производственный цех).
В феврале 1966 года предприятие зарегистрировало товарный знак с изображением пробирки и колоса и было передано в ведение Главного Управления микробиологической промышленности при Совете министров СССР.
В 1968 году на заводе началась постройка цехов для крупнотоннажного изготовления биопрепаратов. После вступления в строй цеха № 33 объем продукции увеличился в 10 раз.
В 1970 предприятие установило два уличных ферментера по выращиванию микроорганизмов.
В 1971 при заводе достроено базовое техническое училище.
В 1973—1974 годы осваивается новая продукция — ферменты для животноводства (амилосубтилин и протосубтилин).
В марте 1974 года начинается выпуск дендробациллина, предназначенного для защиты лесов от сибирского шелкопряда.
В 1976 введён цех № 36 с автоматической стерилизационной системой.
С марта 1975 года внедряется автоматическая система управления изготовлением и техническими процессами.
В 1977 завод освоил производство новых средств: ацидофилина и битоксибациллина (единственного в тот период препарата по борьбе с колорадским жуком).
В 1980 году началось освоение таких препаратов как гиббереллин сибирский (для управления ростом растений), профезим (фермент для противодействия гнойным заболеваниям), реннин (применяемый в области сыроделия молокосвёртывающий фермент).
В 1983 году предприятие разработало экспериментальное программно-логическое устройство «Биоцикл», предназначенное для регулирования процессами микробиологического синтеза.
С 1985 году производится бактокулицид (средство борьбы с личинками комаров, включая малярийных) и актинин (препарат по уничтожению паутинных клещей в закрытом грунте).
В 1987 организован «Сиббиофарм», в структуре которого Бердский химический завод стал головным предприятием. Также в «Сиббиофарм» вошли Новосибирский химико-фармацевтический завод и Новосибирский завод медицинских препаратов.
С 1991 года на предприятии начали выпускать первые в Советском Союзе одноразовые шприцы.

### Российский период
С 1992 продукцию завода начинают экспортировать в другие страны: Германию, США, Францию, Австрию, Индию, Испанию, Словению, Корею и т. д.
В 1993 организуется ассоциация «Сиббиопром», помимо БЗБП в неё вошли Новосибирский завод искусственного волокна и Новосибирский электродный завод. Но в конце 1990-х годов у предприятия резко сокращаются заказы и возрастают долги.
В 2001 году завод был исключён из списка неприватизируемых организаций, что позволяло в случае неуплаты долгов обанкротить предприятие.
В 2002 году начинается процедура управляемого банкротства, имущество завода переводится на баланс новой организации — ООО «Сиббиофарм». Процесс продолжался до 2004 года.

## Награды
С 1979 по 1991 предприятие 11 раз награждалось переходящим Красным Знаменем ЦК КПСС, Совета министров СССР, ВЦСПС и ЦК ВЛКСМ.